# Oliver Weers
 Der er for få eller ingen kildehenvisninger i denne artikel, hvilket er et problem. Du kan hjælpe ved at angive troværdige kilder til de påstande, som fremføres i artiklen.

Oliver Weers er en tysk-engelsk[kilde mangler] heavy metal-vokalist. Han blev nationalt kendt i Danmark efter han stillede op til talentkonkurrencen X Factor, hvor han dog ikke nåede videre end til de indledende runder.
Weers har tidligere gået til opera for at styrke sin stemme.[kilde mangler]
Da X Factor startede op for første gang besluttede Weers sig for at prøve kræfter med sin sangstemme omkring dette. Han blev dog afvist i de indledende runder af dommerne, som blandt andet kommenterede at de fandt ham "for god" til et amatørshow for folk der aldrig havde haft med musik at gøre.[kilde mangler] Derudover havde han på daværende tidspunkt allerede både en pladekontrakt og et band, hvilket på forhånd udelukkede ham fra at gå videre.[kilde mangler] Et tredje aspekt var at han hovedsageligt sang hård rock og heavy metal, mens X Factor var et poporienteret musikprogram.
Weers medvirkede dog i den sidste udsendelse, da han sammen med flere andre afviste ansøgere optrådte med Queen-sangen "The Show Must Go On".
Efter sin medvirken i X Factor fik Weers tilbud om en pladekontrakt under hans eget navn, hvilket bevirkede at han forlod sit foregående band, Ripe. Han udgav debutalbummet Get Ready 22. september 2008. På albummet, som i øvrigt også indeholder en coverversion af "The Show Must Go On", medvirker flere internationale navne, såsom trommeslageren Tommy Aldridge og bassisten Marco Mendoza, som begge er kendt som medlemmer af Thin Lizzy og supergruppen Whitesnake.
I 2011 udgav Oliver Weers sit andet solo album Evil's Back. På albummet gjorde han brug af de unge danske musikkere Anders Borre Mathiesen (bas), Anders Bo Jespersen (guitar) og Morten Hellborn (trommer) samt den græske guitarist Laki Ragazas. Den danske sangerinde Rebecca Louise Armstrong medvirker som gæstesanger på sangen Hero . På Evil's Back finder man også Oliver's tribute til Ronnie James Dio i form af sangen Rainbow Star.
I 2013 blev Weers sanger i det tyske hard rock band PUMP, som herefter skiftede navn til Miracle Master. Bandet har indspillet deres første album og de søger i øjeblikket efter et pladeselskab til at udgive albummet. De har skrevet en managementkontrakt med det tyske selskab Rock 'N' Growl.
Miracle Master's debut album "Tattooed Woman" udkom den 7. april via GoldenCore Records/ZYX Music.
Udenfor sit arbejde med musikken arbejder han i it-branchen.

## Diskografi
- 2011: Evil's Back
- 2008: Get Ready
- 2007: Hands High (Single)
- 2007: First Day of Our Life (Single)

## Fodnoter
1. 1 2  Referencer, træning, Concept1010 – Om Concept 10 10 – concept1010.dk (Webside ikke længere tilgængelig)
2. ↑  Hero
3. ↑  Rainbow Star